# Macrocleptes caledonicus
Macrocleptes caledonicus är en skalbaggsart som beskrevs av Stefan von Breuning 1947. Macrocleptes caledonicus ingår i släktet Macrocleptes och familjen långhorningar. Inga underarter finns listade i Catalogue of Life.